# Megacubo
Megacubo é um software multiplataforma de código aberto que reproduz transmissão de televisão e vídeos com a tecnologia streaming. O software está disponível para Microsoft Windows, Linux e Android.

## História
A história do Megacubo começa quando uma equipe de programadores foram ganhando colaboradores tanto no desenvolvimento quanto na manutenção e na  atualização da lista de canais. O programa é voltado principalmente para aqueles que estão fora do Brasil e querem assistir programação em português. Também serve para aqueles que querem assistir canais de televisão em seu computador ou dispositivo móvel.
O Megacubo tem diversos itens que ainda são únicos dele, como o sistema  de medição de audiência, o suporte a tecnologias diversas, o teste automático de canais e o seu sistema de listas IPTV. 90% dos canais são de transmissões ao vivo, tendo no máximo três minutos de atraso em relação à TV. Segundo Edenilson Lisboa, esse atraso ocorre porque o sinal demora mais ao atravessar a internet e chegar até o usuário.
Em abril de 2010, o site oficial do programa chegou a ser vinculado ao site Minilua mantido por outros desenvolvedores.

## Recursos

### Medidor de audiência
Um dos pontos fortes do Megacubo é o seu sistema de audiência. Através dele pode-se saber quais os canais que estão sendo mais assistidos em tempo real.

### Listas IPTV
O Megacubo permite ao usuário adicionar um número ilimitado de listas IPTV, dessa forma o usuário pode pesquisar em todas ao mesmo tempo, assim como ao abrir um canal o software pesquisa e testa as transmissões encontradas automaticamente para reproduzir o mesmo.

### Modo Comunitário
O recurso Modo Comunitário permite que o usuário compartilhe suas listas automaticamente com outros usuários do programa, assim como receba listas compartilhadas por outros usuários.

### Mini-player
O recurso Mini-player permite que o usuário assista uma transmissão em um quadro pequeno no canto da tela enquanto realiza suas atividades no computador ou dispositivo.

### Outros
O Megacubo também possui outros recursos como suporte a EPG e customização da lista de canais e da interface.